# Дело Крайского — Петера — Визенталя

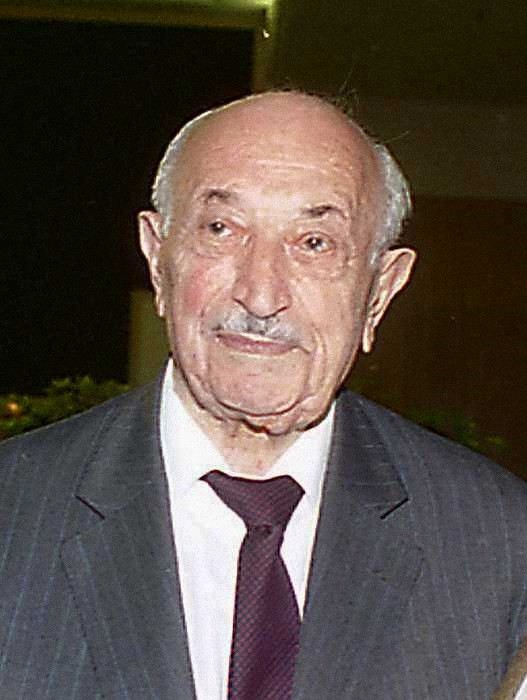
Симон Визенталь около 2000 года

Дело Крайского — Петера — Визенталя — политическое и личное противостояние в 1970-х годах, в котором участвовали Бруно Крайский, занимавший в те годы пост канцлера Австрии, и охотник за нацистами Симон Визенталь. Само дело возникло из-за министерских назначений, произведённых Крайским, а также из-за эсэсовского прошлого бывшего лидера Австрийской партии свободы Фридриха Петера, раскрытого Визенталем.

## Предыстория. Политическое развитие в Австрии в 1970-е годы
Социалистическая партия Бруно Крайского управляла Австрией с 1970 года, имея абсолютное парламентское большинство со времени всеобщих выборов 1971 года. В 1975 году переизбрание социалистов прошло менее удачно, и Крайский заключил тайную сделку с лидером правой австрийской Партии свободы Фридрихом Петером по совместному формированию правительства, в случае если социалисты не смогли бы добиться абсолютного большинства в Национальном совете. Этот пакт оказался ненужным, поскольку партия Крайского сумела сохранить большинство. Другой участник противостояния — Симон Визенталь — являлся в тот период известным сторонником консервативной Австрийской народной партии.

## Обвинения Визенталя
Бруно Крайский, еврей по национальности, в период правления нацистов подвергался преследованию со стороны гестапо из-за своих политических убеждений и происхождения — всю Вторую мировую войну он провёл в Швеции. После почти полной победы на выборах 1970 года Крайский смог сформировать своё правительство меньшинства. Однако вскоре Симон Визенталь получил информацию, что пять назначенных Крайским министров имели нацистское прошлое — причём один из них, министр внутренних дел Отто Рёш, даже являлся неонацистом уже после окончания войны. В ответ на обвинения Визенталя Крайский публично защитил свои назначения, заявив, что из-за своего прошлого он имеет право простить бывших нацистов, если теперь они являются демократами. Визенталь же, напротив, заявлял, что «нацисты могут жить, гитлеровцы могут умереть, но они не должны управлять нами».
В 1975 году Визенталь провёл расследование о потенциальном коалиционном партнере Крайского — Фридрихе Петере — и показал свой отчёт президенту Рудольфу Кирхшлегеру, который призвал его не публиковать информацию до выборов, поскольку австрийский народ мог воспринять это как иностранное вмешательство и нарушение суверенитета страны. Визенталь согласился, однако через четыре дня после выборов он рассказал о военных годах Петера. Его доклад показывал, что Петер был офицером СС и служил оберштурмфюрером в 10-м пехотном полку 1-й пехотной бригады СС. Это подразделение входило в состав айнзацгрупп, расстрелявших сотни тысяч евреев в оккупированной нацистами Восточной Европе в 1941 году. В ответ на предъявленные обвинения Петер, никогда не отрицавший свою службу в СС, сказал, что не участвовал в массовых убийствах.

## Крайский vs. Визенталь
Бруно Крайский, никогда не отличавшийся дипломатичностью, не только полностью поддержал Петера политически, но и продолжил критиковать самого Визенталя. Он утверждал, что Визенталь был скрытым расистом и был ответственен за антисемитизм в Австрии. Позднее Крайский добавил, что Визенталь «зарабатывает на жизнь, говоря миру, что Австрия антисемитская. Что ещё он может сделать?» Канцлер продолжил называть Визенталя бывшим агентом гестапо, ссылаясь на чехословацкие разведывательные документы, оказавшиеся подделкой.
Дискуссия постепенно переросла в жестокую перепалку между двумя самыми известными австрийскими евреями на тему Австрии и её нацистского прошлого, а также поддержки Израиля и еврейской идентичности. Конфликт достиг апогея в тот момент, когда Крайский заявил, что он «больше не еврей». В интервью голландскому журналисту канцлер также добавил, что «евреи — не люди, а если всё же люди, то паршивые».

## Юридические действия
Первоначально Визенталь подал на канцлера в суд за клевету, но суд прекратил дело, после того как Крайский, по настоянию коллег по партии, отказался от части своих утверждений, наносящих ущерб имиджу Австрии за рубежом. Статья в еженедельном журнале «Профиль» оценила поведение Крайского по отношению к Визенталю как безнравственное и недостойное. За это автор статьи был привлечён канцлером к суду — он был признан виновным в диффамации. В 1986 году Европейский суд по правам человека единогласно принял решение в пользу журналиста по соображениям свободы слова.
В том же 1986 году Крайский возобновил свои обвинения в адрес Визенталя. В результате уже бывший канцлер, лишившийся за эти годы депутатской неприкосновенности, сам был признан судом виновным в диффамации и заплатил штраф в 270 000 шиллингов.

## Последствия
Оба основных участника конфликта никогда больше не разговаривали друг с другом, и оба чувствовали, что они были правы в своем отношении к противнику. Историк Том Сегев описывал эту историю как вызванную сложными личностями обоих мужчин: «Вена была слишком мала, чтобы в ней жили два еврея с эго таких размеров».
Дело Крайского-Петера-Визенталя было только прологом растянувшегося в Австрии на десятилетия спора вокруг Курта Вальдхайма. Бруно Крайского в ряде источников называли великим государственным деятелем, а его защиту военной службы Петера в СС поддерживала часть австрийцев, критикующих иностранное вмешательство в политические дела страны. Этот политический климат поддерживал и политический рост Йорга Хайдера и Партии свободы в 1980-х и 1990-х годах.